# 副甲状腺

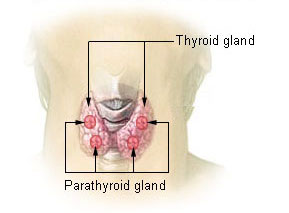
ヒトの甲状腺と副甲状腺の位置関係。なお、正面から見ると副甲状腺は甲状腺の裏側に存在している。

副甲状腺（ふくこうじょうせん、英語: Parathyroid gland）とは、甲状腺に隣接してヒトでは2対計4個が存在する（動物種によっては3対や4対有することもある）、内分泌腺の1種である。上皮小体（じょうひしょうたい）とも呼ばれる。

## 概要
副甲状腺は、第三咽頭嚢由来の外上皮小体および第四咽頭嚢由来の内上皮小体に分けられる。
ロンドン動物園のインドサイで最初に副甲状腺は発見され、1877年にスウェーデンのウプサラ大学の学生Ivar Sandström（イヴァル・サンドストロム）がヒトの副甲状腺を発見し世界で最初の論文を書いたとされる。
副甲状腺ホルモンとしてパラトルモンなどを分泌している。パラトルモンはカルシウムおよびリン酸の調節を司る。発生学的には魚類の鰓に対応すると考えられている。

## 副甲状腺がん
稀に見られる疾患として「副甲状腺がん」がある。副甲状腺中にがん細胞が生じる疾患である。このがん細胞が副甲状腺ホルモンを過剰に分泌するため、副甲状腺機能亢進症（バセドウ病など）と同様の症状が現れる。